# Collin Walcott
 (janvier 2021).
Si vous disposez d'ouvrages ou d'articles de référence ou si vous connaissez des sites web de qualité traitant du thème abordé ici, merci de compléter l'article en donnant les références utiles à sa vérifiabilité et en les liant à la section « Notes et références ».
Collin Walcott, né le 24 avril 1945 à New York et mort le 8 novembre 1984 à Magdebourg en Allemagne, est un musicien et compositeur américain.

## Biographie
Après avoir étudié le violon et les percussions, Collin Walcott découvre le sitar et les tablâs, devenant l'élève de Ravi Shankar et Alla Rakha Khan. Il en devient l'ambassadeur parmi les musiciens avant-gardistes de jazz et de musique expérimentale. Il joue aussi du hammered dulcimer, des congas, de la sanza et autres percussions.
Il meurt dans un accident de voiture lors d'une tournée en Allemagne.

## Discographie

### Albums solo
- Cloud Dance CD (1976) ECM 1062 825 469-2
- Grazing Dreams CD (1977) ECM 1096 78118-21096-2
- Works (compilation) CD (1994) ECM 78118-20276-2
- Avec Codona (Collin Walcott, Don Cherry & Naná Vasconcelos) :
  - Codona CD (1979) ECM 1132 78118-21132-2
  - Codona 2 CD (1981) ECM 1177 78118-21177-2
  - Codona 3 CD (1983) ECM 1243 78118-21243-2

### Accompagnateur
- David Amram
  - Subway Night LP (1973) RCA Victor LSP-4820
- Irwin Bazelon
  - The Music of Irwin Bazelon CD (1974) CRI CD 623
- Bobby Callender
  - Rainbow CD (1968) Big Beat CDWIKD 179
- Don Cherry
  - Hear & Now CD (1976) Eastwin AMCY-1283
- Larry Coryell
  - The Restful Mind CD (1975) Universe 33
- Cosmology
  - Cosmology LP (1977) Vanguard VSD 79394
- David Darling
  - Cycles CD (1982) ECM 1219 78118-21219-2
- Miles Davis
  - On The Corner CD (1972) Columbia CK 53579
- Steve Eliovson
  - Dawn Dance CD (1981) ECM 1198 829 375-2
- Rachel Faro
  - Refugees LP (1974) RCA Victor CPL1-0689
- Cyrus Faryar
  - Cyrus CD (1971) Elektra AMCY 2831
  - Islands CD (1973) Elektra AMCY 2832
- Egberto Gismonti
  - Sol Do Meio Dia CD (1978) ECM 1116 78118-21116-2
- Tim Hardin
  - Bird on a Wire CD (1971) Columbia CK 30551
- Richie Havens
  - Richard P. Havens (1983) CD 1969 Polydor 835 212-2
- David Liebman
  - Drum Ode CD (1974) ECM 1046
- Alan Lorber Orchestra
  - The Lotus Palace CD (1967) Big Beat Records CDWIKD 172
- Meredith Monk
  - Our Lady of Late CD (1973) Wergo Spectrum SM 1058-50
  - Key CD (1977) Lovely Music LCD 1051
  - Dolmen Music CD (1981) ECM 1197 78118-21197-2
  - Turtle Dreams CD (1983) ECM 1240 78118-21240-2
- Oregon
  - Our First Record CD (1970) Universe 42
  - Music of Another Present Era CD (1973) Vanguard VMD-79326
  - Winter Light CD (1974) Vanguard VMD 79350
  - Distant Hills CD (1974) Vanguard VMD-79341
  - In Concert CD (1975) Universe 25
  - Together (w/Elvin Jones) CD (1976) Universe 9
  - Friends CD (1977) Vanguard 79370-2
  - Out of the Woods CD (1978) Discovery 71004
  - Violin CD (1978) Universe 40
  - Moon and Mind CD (1979) Vanguard VMD 79419
  - Roots in the Sky CD (1979) Discovery 71005
  - In Performance CD (1980) Wounded Bird Records 304
  - Oregon CD (1983) ECM 1258 811 711-2
  - Crossing CD (1985) ECM 1291 78118-21291-2
- Orpheus (compilation)
  - The Best of Orpheus CD (1967) Big Beat Records CDWIK2 143
- Jim Pepper
  - Comin' and Goin' CD (1983) Rykodisc RCD 10001
- Vasant Rai
  - Spring Flowers CD (1976) Universe 45
  - Autumn Song CD (1978) Universe 45
- The Rainbow Band
  - The Rainbow Band LP (1971) Elektra 74092
- Alla Rakha Khan
  - Tabla Solo LP (1977) Vanguard VSD 79385
- Buddy Rich
  - Rich a la Rakha CD (1968) Beat Goes On 528
- Stephen Roane
  - Portraits (compilation) CD (1980) Mothlight Music 3801
- Tony Scott
  - Music For Yoga Meditation And Other Joys CD (1968) Verve 835 371-2
  - Tony Scott CD (1970) Verve 145902
- Kathy Smith (Kathleen Smith)
  - Some Songs I've Saved LP (1970) Stormy Forest SFS 6003
- Titos Sompa
  - Yao! Titos Sompa with the Tanawa Dance Company LP (1978) Vanguard VSD 79415
- Ralph Towner with Glen Moore
  - Trios Solos CD (1972) ECM 1025 78118-21025-2
- U2
  - Pop (1997) Island Polygram 314-524 334-2
- Various Artists (Chamaeleon Church) - compilation
  - Family Circle Family Tree CD (1968) Big Beat 146
- Barry Wedgle
  - Kake LP (1982) Wonderful World Records 1201
- Elyse Weinberg
  - Elyse CD (1968) Orange Twin OTR 001
- Paul Winter Consort
  - Road CD (1970) A&M CD 0826
  - Icarus CD (1972) CBS Epic EK 31643